# 마이아 산두
마이아 산두(루마니아어: Maia Sandu, 루마니아어 발음: [ˈmaja ˈsandu], 1972년 5월 24일~)는 몰도바의 정치인으로, 2020년 12월 24일부터 제7대 몰도바 대통령으로 재임 중이다. 산두는 2019년 6월 8일부터 2019년 11월 14일까지 행동과 연대당(PAS)의 전 지도자이자 전 몰도바 총리였다. 2019년 11월 12일, 산두 정부는 의원 101명 가운데 63명(몰도바 공화국 사회주의당과 몰도바 민주당 소속 의원)이 몰도바 공화국 사회주의당이 제출한 안에 투표하면서 불신임안이 가결된 후 사퇴하였다.
산두는 2012년부터 2015년까지 교육부 장관, 2014년부터 2015년까지 몰도바 의회 의원을 지냈으며, 2019년에 재선하였다. 2016년 몰도바 대통령 선거에서 친유럽 성향 정당 존엄과 진실 강령당 (PPDA) 와 행동과 연대당 (PAS)의 공동 후보로 선출되었다. 그러나 후속 결선 투표에서 득표율 48%를 얻으면서 득표율 52%를 얻은 친러시아 성향 몰도바 공화국 사회주의당 대통령 후보 이고르 도돈에게 패했다.
2020년 총선에서 도돈과 재대결한 산두는 결선투표에서 득표율 58%를 얻으면서 득표율 42%에 그친 도돈에게 승리했다. 이 선거 승리로 산두는 몰도바 역사상 첫 여성 대통령이 되었다.
몰도바 최초의 여성 대통령인 산두는 몰도바의 유럽연합 가입을 강력히 지지하고, 몰도바의 유럽연합 가입 후보국 지위 부여를 감독하는 친서방 성향 지도자로 간주된다. 산두는 러시아의 우크라이나 침공을 비판하고 반대하며 몰도바의 러시아에 치우쳐진 경제 의존도를 줄이려는 후속 조치를 지지하였고, 2022년 러시아의 우크라이나 침공 이후 우크라이나를 향한 동정과 지지를 자주 표현했다. 부패 방지, 경제 개혁, 자유화를 정치 플랫폼의 핵심으로 삼은 산두는 유럽과 긴밀한 통합을 이루었다. 
2023년 2월, 산두는 러시아가 몰도바 정부를 무너뜨리려는 쿠데타를 일으키려 한다고 비난했으며, 계속해서 러시아의 몰도바를 향한 영향력을 약화시키고자 노력해왔다. 산두는 2024년 몰도바 대통령 선거에서 재선되었다.

## 젊은 시절 및 전문 경력
산두는 1972년 5월 24일, 소련 몰도바 소비에트 사회주의 공화국 펄레 슈티구 리시페니 (Risipeni)에 위치한 코뮌에서 수의사와 교사의 딸로 태어났다. 1989년부터 1994년까지 몰도바 경제연구소(ASEM)에서 경영학을 전공했으며, 키시너우에 있는 행정 아카데미에서 국제관계학을 전공했다. 2010년, 산두는 하버드 대학교 하버드 케네디 스쿨을 졸업했다. 2010년부터 2012년까지 산두는 워싱턴 D.C.에 있는 세계 은행에서 중역으로 일했다. 산두는 모국어인 루마니아어 외에도 러시아어, 스페인어, 영어를 구사한다.

## 정치 경력

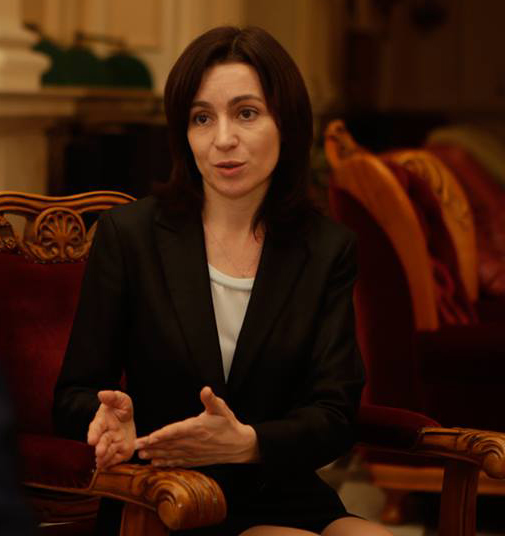
2016년 1월, 루마니아에서 열린 국민자유당 (PNL) 소속 오비디우 라에슈치와 회의에서 발언하는 산두

산두는 2012년부터 2015년까지 몰도바 교육부 장관을 지냈다. 2015년 7월 23일, 자유민주당은 산두를 나탈리아 게르만과 키릴 가부리치의 뒤를 이을 차기 몰도바 총리 후보로 고려하였으나, 당시 몰도바 대통령은 발레리우 스트렐레츠를 총리로 지명하였다. 2015년, 산두는 자신의 정치 플랫폼을 시작했고, 이 플랫폼은 행동과 연대당이라는 정당으로 발전했다. 산두는 2016년에 열린 몰도바 대통령 선거에서 친유럽 진영 후보로 나섰으며, 선거 결선에 진출한 두 후보 가운데 한 명이었다. 2019년에 실시된 일부 여론 조사에서 산두는 몰도바에서 신뢰도가 매우 높은 정치인으로 평가받았다. 여론 기금에서 실시한 최신 여론조사에 따르면 산두는 득표율 24%를 얻어 득표율 26%를 얻은 이고르 도돈에 이어 두 번째로 신뢰할 수 있는 정치인으로 나타났다. 그러나 다른 오래된 여론 조사에서는 신뢰도 6위에 머물렀다.

### 몰도바 총리

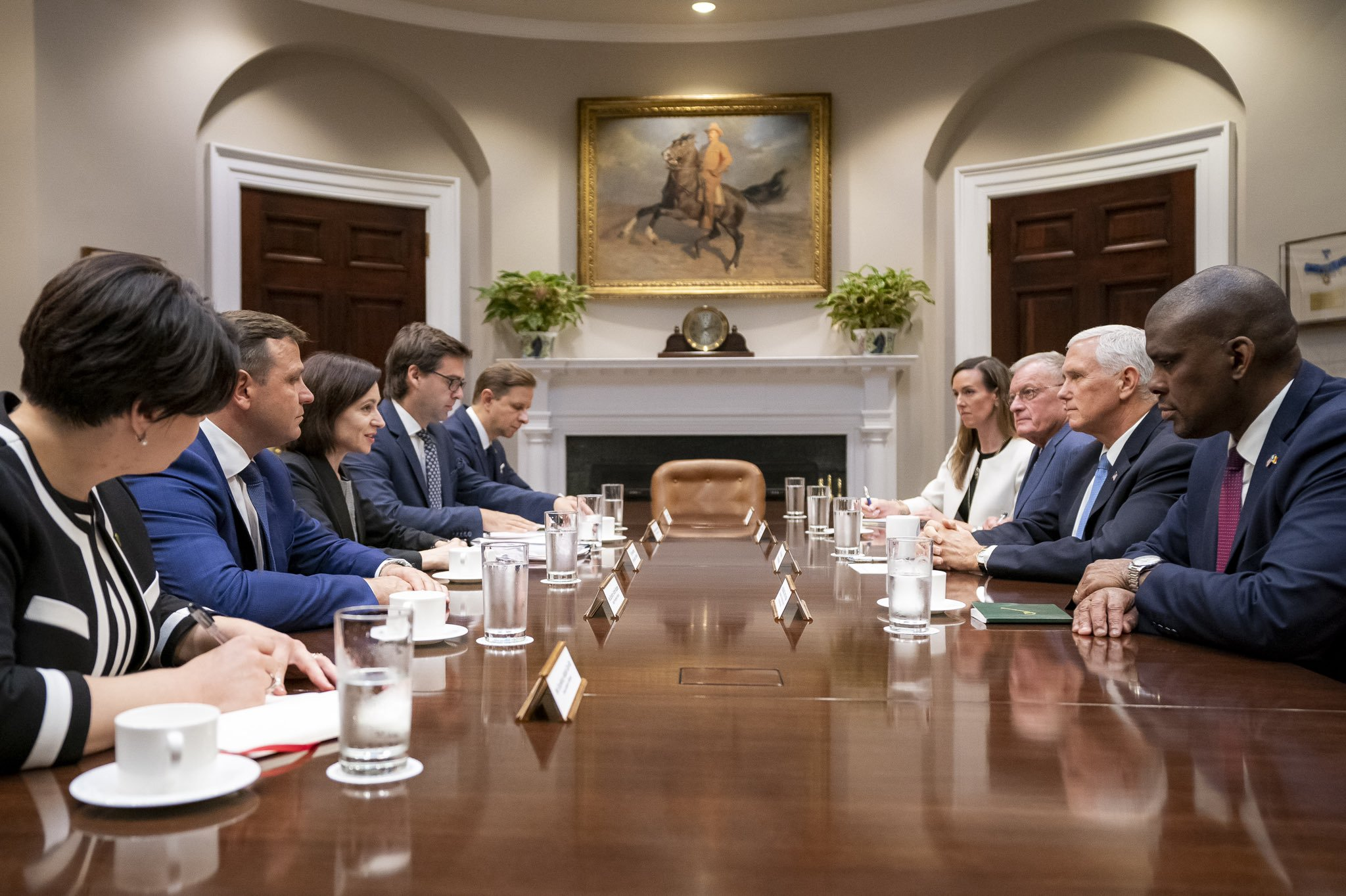
2019년 9월, 펜타곤에서 미국 부통령 마이크 펜스와 만난 산두

2019년 몰도바 총선에서 산두가 이끄는 행동과 연대당은 안드레이 너스타세가 이끄는 동맹 존엄과 진실 강령당과 함께 지금 선거 연합 (ACUM Electoral Bloc)을 구성하여 몰도바 공화국 의회에서 101석 가운데 26석을 확보했다. 2019년 6월 8일, 산두는 몰도바 공화국 사회주의당과 구성한 연립 정부에서 몰도바 총리로 선출되었다. 같은 날 몰도바 헌법 재판소는 2019년 몰도바 헌법 위기를 촉발시킨 몰도바 공화국 정부의 임명과 산두의 총리 지명이 위헌임을 선언했다. 그러나 2019년 6월 15일, 몰도바 헌법재판소는 산두 내각이 헌법에 근거해 구성되었음을 선언하면서 종전의 결정을 수정하고 폐기했다.
다음날 산두는 시민들을 지역 집회에 참석하지 못하도록 하는 공공질서 회복을 촉구했다.  2019년 6월, 산두는 2017년 3월에 필리프 전 총리가 내린 정부 관리의 러시아 공식 방문 금지를 해제했다. 외국 언론과 치른 첫 번째 인터뷰에서 산두는 미국 재무부에 블라드 플라호트니우크를 마그니츠키 목록에 추가하도록 요청할 의사를 밝혔다.  8월, 산두는 총리실에 8월 23일을 해방의 날 대신 스탈린주의와 나치즘의 희생자에 대한 추모의 날로 선언하는 법령 초안을 준비할 것을 요청했다. 이 법령은 연정 파트너인 몰도바 공화국 사회주의당의 반발을 샀으며, 몰도바 대통령이자 전 몰도바 공화국 사회주의당 지도자인 이고르 도돈은 산두의 제안을 거부하면서 구식으로 해당 날짜를 기릴 것이라고 발표했다.
친 유럽 연합 성향인 산두가 총리에 취임한 이후, 몰도바는 유럽 연합과 친밀해지려는 움직임을 보였다. 2019년 11월 12일, 산두는 불신임 결의로 총리에서 축출되었고, 새 정부가 구성될 때까지 관저 관리자로 남았다. 그러나, 2020년 12월 24일, 산두는 친유럽 연합 진영과 반부패 플랫폼의 재지지를 받고, 친러시아 성향 이고르 도돈을 상대로 압도적인 승리를 거두면서 몰도바 대통령에 취임하였다. 이후 산두 대통령 행정부에서 몰도바는 다시 한 번 유럽 통합을 향한 전진을 재개할 수 있는 위치에 서게 되었다.

### 2020년 대선 홍보

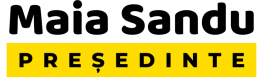
산두의 대선 홍보 로고

산두는 2020년 7월 18일, 2020년 대선 출마를 선언하면서 2차 투표에서 친유럽 후보가 없을 위험이 없기에 친유럽 성향 공동 후보는 필요하지 않다고 선언했다. 산두는 2020년 10월 2일, 공식으로 선거 운동을 시작해 루마니아어와 러시아어로 했던 2회 연설에서 부패, 빈곤 퇴치, 형사 사법 제도 개혁을 약속했으며, 도돈 대통령이 자신을 고의로 방해하고 있다고 비판했다. 1차 투표에선 과반 득표를 한 후보가 없었고, 11월 15일에 열린 산두와 도돈 간 결선투표에선 산두가 57.75%의 득표율로 승리했다.
산두는 유럽 연합의 고위 지도자들과 우크라이나의 볼로디미르 젤렌스키 대통령, 카자흐스탄의 카심조마르트 토카예프 대통령,  일함 알리예프 아제르바이잔 대통령 클라우스 이오하니스 루마니아 대통령에게서 승리 축하 인사를 받았다. 또한 처음에는 도돈을 지지했던 블라디미르 푸틴 러시아 대통령의 축하 인사 또한 받았다. 산두는 기자 회견에서 자신이 이끄는 몰도바가 외교 정책에서 실질 균형을 확보할 것이며, 몰도바의 국익을 중시하면서 루마니아, 우크라이나, 유럽 국가들, 러시아, 미국 등 모든 국가들과 실용성 있는 대화를 할 것"이라고 말했다.

### 대통령 임기 (2020년~현재)

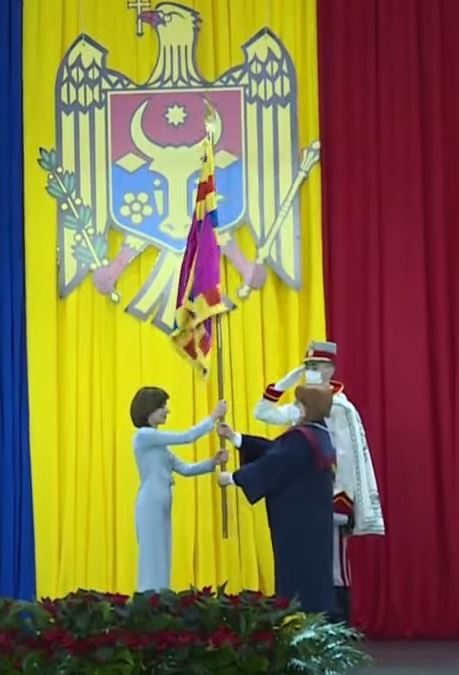
자신의 대통령 취임식에서 대통령기를 건네받는 산두

산두는 2020년 12월 24일, 공화국 궁전에서 대통령 취임 선서를 했다. 산두는 취임 연설 말미에 러시아어, 우크라이나어, 가가우즈어, 불가리아어로 연설하며 국민 통합을 호소했다. 산두를 지지하는 수천명의 지지자들이 궁전 밖에서 "마이아 산두와 국민들!", "국민들은 당신을 사랑합니다!" 와 같은 구호를 외치며 산두를 맞이했다. 산두는 대통령 취임식이 끝난 후 이고르 도돈이 자신에게 공식으로 권력을 이양하는 절차를 밟고자 대통령궁에서 도돈과 만났다. 그 날 산두는 임시로 총리를 맡은 이온 키쿠도 만났다.

### 국내 정책

#### 코로나 바이러스 감염증-19
요하니스 루마니아 대통령은 몰도바 방문 기간 동안 루마니아가 화이자-바이오엔텍에서 제공 받은 코로나-19 백신 20만개를 몰도바에 기부할 것이라고 약속했다. 1월 16일, 산두는 몰도바 당국이 트란스니스트리아 주민들이 러시아가 개발한 스푸트니크 V 코로나19 백신으로 COVID-19 백신 접종을 받을 수 있도록 허용할 방침이라고 말했다.
루마니아가 약속한 옥스퍼드-아스트라제네카 코로나19 백신 첫 21,600개는 2월 28일, 몰도바에 도착했고, 첫 번째 백신 접종은 3월 2일에 이루어졌다.
또한 몰도바는 코백스 퍼실리티 플랫폼에게서 백신을 받은 첫 유럽 국가가 되었다. 3월 초에 배송된 첫 번째 선적은 옥스퍼드-아스트라제네카 코로나19 백신 14,000개 이상을 싣고 도착했다.
산두는 몰도바가 국민들에게 접종할 백신의 보유량이 확실할 때에만 백신 접종을 하겠다는 의견을 밝혔는데, 루마니아가 백신 수천개를 몰도바에 기증하겠다는 의사를 듣고 5월 7일, 옥스퍼드-아스트라제네카 코로나19 백신으로 백신 접종을 받았다.

#### 최고안전보장이사회
2021년 1월 중순, 산두는 최고안전보장이사회가 재편될 것이라고 발표했다. 2021년 1월 21일, 인권 운동가인 아나 레벤코는 최고 안보리 사무총장과 산두의 국방 및 국가 안보 분야 고문으로 임명되었다. 레벤코의 전임자인 빅토르 가이치우크 국방장관은 안전보장이사회의 구성원으로 유임하였다. 2021년 1월 25일, 산두는 갱신된 최고 안전 보장 이사회 구성에 관한 법령에 서명하였으며, 갱신된 안전보장이사회에는 파데이 나가체브스치 (Fadei Nagacevschi) 법무장관, 이리나 블라흐 (Irina Vlah) 가가우즈 자치주 주지사, 루슬란 플로차 (Ruslan Flocha) 국립부패방지센터 소장이 포함되지 않았다.
이고르 도돈 전 대통령은 최고안전보장이사회가 국가 안보에 위협이 된다고 선언했으며, 도돈의 정적인 전 총리이자 몰도바 민주당 대표 파벨 필리프는 "우리는 이중 잣대를 보고 있다"며 전 대통령과 연대했다.

### 외교 정책

#### 유럽 연합과 서방

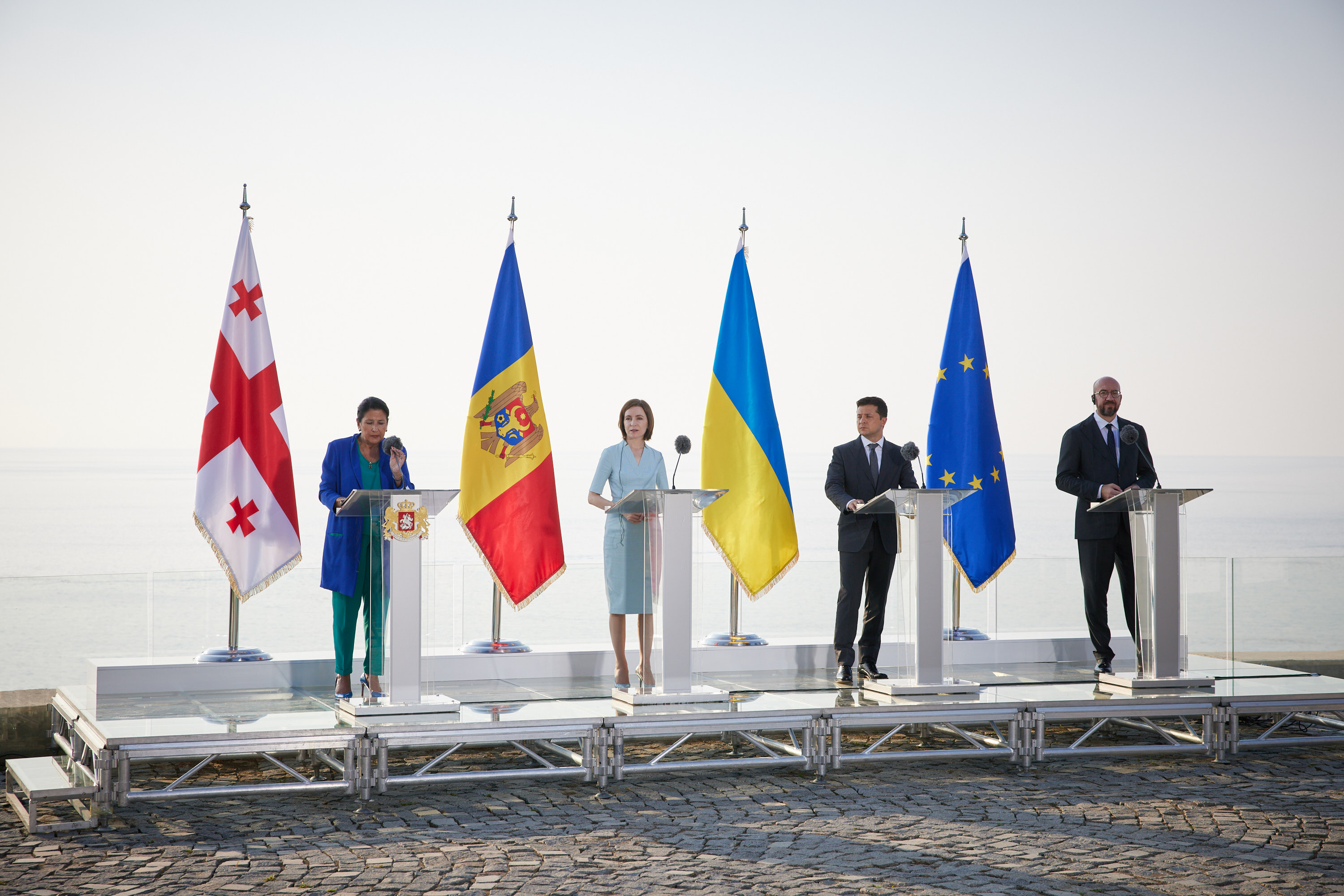
2021년 바투미 국제 회의에서 만난 살로메 주라비슈빌리, 마이아 산두, 볼로디미르 젤렌스키, 샤를 미셸

산두는 몰도바의 유럽 통합, 유럽 연합 가입, 국제통화기금과 협력 재개를 지지한다. 산두는 루마니아 대통령을 만났을 때 "공화국은 루마니아의 도움으로 유럽 공간에 통합될 것"이라고 선언했다. 2021년 1월, 브뤼셀에서 유럽 연합과 벨기에 정치인들을 만났다.
2021년 4월 19일. 프랑스 스트라스부르에서 몰도바 공화국을 위한 유럽 평의회 실행 계획 2021년~2024년에 서명했다. 이 실행 계획은 몰도바의 법률, 국가 제도를 개혁하고, 몰도바의 민주주의, 인권, 법치 향상을 추구하려고 수립된 유럽 평의회의 실행 계획이다.

#### 루마니아
클라우스 요하니스 루마니아 대통령은 2020년 12월 29일. 산두 몰도바 대통령을 방문한 첫 외국 지도자가 되었다. 요하니스는 코로나 바이러스 감염증-19 범유행 기간 동안 몰도바-루마니아 협력의 일환으로 루마니아가 몰도바에 의약품, 의료, 위생 보호 장비, 백신 200,000개를 지원할 것이라고 약속했다. 산두는 파리에 방문했을 때 부쿠레슈티에 들렸다가 루마니아 총리 플로린 크추를 만났다.
한편, 산두는 루마니아와 몰도바의 통일을 묻는 국민투표가 열릴 경우에 어떻게 투표할 것인지 묻는 질문에 "찬성"이라고 답했다.

#### 우크라이나
산두는 드미트로 쿨레바 우크라이나 외무장관과 치른 회담에서 2021년 1월 키예프 방문이 자신이 대통령에 취임한 이후 첫 해외 순방이 될 것이라고 전했다.  2021년 1월 12일 우크라이나 방문 당시, 산두는 볼로디미르 젤렌스키 우크라이나 대통령을 만나 양국 관계 문제를 다룰 대통령 위원회를 구성하기로 합의했다. 산두는 또한 우크라이나 총리 데니스 시미할과 우크라이나 의회 의장 드미트로 라줌코우를 만났으며, 무명 용사의 무덤과 홀로도모르 대학살 국립 박물관에서 우크라이나 영령들의 넋을 기렸다.

#### 러시아
산두는 몰도바 TV-8 채널과 한 인터뷰에서 "무역, 수출, 트란스니스트리아 분쟁 해결 " 등 문제를 논의할 목적으로 "러시아에 갈 준비가 됐다"고 선언했다. 산두는 또한 모스크바에 가기 전에 키예프와 브뤼셀을 방문할 계획이라고 언급하면서 자신의 친유럽 연합 입장을 강조했다. On 11 August 2021, 2021년 8월 11일,산두는 다른 관리들과 함께 드미트리 코자크 크렘린 행정부실장을 만나 양국 간 모든 경제 장벽을 제거하고 트란스니스트리아에서 탄약고를 제거하는 방안을 검토하기로 합의했다.

#### 트란스니스트리아
산두는 러시아군 작전 집단(OGRF)이 트란스니스트리아 이탈 지역에서 철수해야 한다고 선언하면서 러시아 텔레비전 채널 RBK에 러시아군 작전 집단이 탄약고를 지키고 있지만 "OGRF와 무기고에 대한 양자 간 합의는 없다"고 말했다. 산두는 또한 "해당 임무가 OSCE 민간 옵서버 임무로 전환되어야 한다"는 자신의 입장을 밝혔다.
2021년 9월, 지역 텔레비전 방송국과 한 인터뷰에서 산두는 1992년에 일어난 사건과 트란스니스트리아 전쟁으로 이어진 사건을 설명해달라는 요청을 받았다. 산두는 트란스니스트리아 분쟁이 몰도바의 독립을 저지하려는 목적으로 만들어진 인위적인 문제이며 다른 포스트 소비에트 국가들도 같은 경험을 했다고 설명했다. 산두는 또한 몰도바가 트란스니스트리아 분쟁에서 평화로운 외교 해결책을 독점으로 찾고 있다고 말했다.
산두는 몰도바의 유럽 연합 통합에 걸림돌이 되기 때문에 트란스니스트리아를 포기해야 한다는 의견을 어떻게 생각하느냐는 질문에 전적으로 동의하지 않는다고 답했다.

## 역대 선거 결과
| 선거명      | 직책명          | 대수 | 정당          | 1차 득표율 | 1차 득표수 | 2차 득표율 | 2차 득표수 | 결과 | 당락 |
| ----------- | --------------- | ---- | ------------- | ---------- | ---------- | ---------- | ---------- | ---- | ---- |
| 2016년 선거 | 몰도바의 대통령 | 6대  | 행동과 연대당 | 38.71%     | 549,152표  | 47.89%     | 766,593표  | 2위  | 낙선 |
| 2020년 선거 | 몰도바의 대통령 | 7대  | 행동과 연대당 | 36.16%     | 487,635표  | 57.72%     | 943,006표  | 1위  |      |
| 2024년 선거 | 몰도바의 대통령 | 7대  | 행동과 연대당 | 42.49%     | 656,852표  | 55.35%     | 930,238표  | 1위  |      |

## 논란
산두는 2018년, 루마니아 전 지도자 이온 안토네스쿠를 언급하면서, 안토네스쿠가 "좋게도 나쁘게도 말할 수 있는 역사 인물"이라고 말했다. 산두의 이런 발언에 몰도바 유대인 공동체 (CERM)는 날카로운 비판을 가했다. 몰도바 유대인 공동체는 다음과 같은 공개 서한을 발행했다. "몰도바 입법에서 파시즘과 홀로코스트 부정 및 미화를 향한 제재 부재는 일부 오피니언 리더들과 정치 지도자들이 그러한 행위를 책임지지 않도록 허용하고, 역사적 사실을 왜곡 및 수정하며 인종과 종교 간 차별과 증오를 부추김으로써 그들의 대중 이미지를 창조한다."
산두는 이후 인터뷰에서 이 비판과 관련해 "나는 독재자 이온 안토네스쿠를 향한 내 발언이 해석의 대상이 된 것을 유감스럽게 생각한다. 수백만명의 목숨을 앗아간 나치나 공산주의자를 막론하고 20세기 모든 범죄 정권을 향한 내 태도는 잘 알려져 있으며 분명히 부정적이다. 이온 안토네스쿠는 유대인과 롬인을 향한 전쟁 범죄로 국제 사회에서 정당하게 비난 받은 전범이었다."는 의견을 표명하였다.

## 학력
- 몰도바 경제학 연구원
- 하버드 대학교